# Élections législatives islandaises de 1995
Les élections législatives islandaises de 1995 ont lieu le 8 avril 1995.

## Contexte
Il s'agit des premières élections depuis une réforme de la constitution promulguée le 31 mai 1991, qui a fait de l'Althing un parlement monocaméral. La réforme met fin à la période de bicaméralisme débutée en 1845, et acte la situation de facto mise en œuvre depuis 1934, l'Althing se réunissant depuis cette année là en une troisième chambre assumant l'essentiel du pouvoir législatif. Le passage au monocamérisme intervient dans un contexte plus large d'abolition progressive des chambres hautes dans les pays scandinaves, mis en œuvre au Folketing danois en 1953, au Riksdag suédois en 1970 et au Storting norvégien en 2009.

## Résultats
|                          |                                  |         |       |      |        |               |  |  |  |
| Partis                   | Partis                           | Voix    | %     | +/−  | Sièges | +/−           |  |  |  |
|                          | Parti de l'indépendance (D)      | 61 183  | 37,07 | 1,49 | 25     | 8             |  |  |  |
|                          | Parti du progrès (B)             | 38 485  | 23,32 | 4,39 | 15     | 6             |  |  |  |
|                          | Alliance du peuple (G)           | 23 597  | 14,30 | 0,09 | 9      | 3             |  |  |  |
|                          | Parti social-démocrate (A)       | 18 846  | 11,42 | 4,08 | 7      | en stagnation |  |  |  |
|                          | Réveil de la Nation (J)          | 11 806  | 7,15  | Nv   | 4      | 4             |  |  |  |
|                          | Liste des femmes (V)             | 8 031   | 4,87  | 3,41 | 3      | en stagnation |  |  |  |
|                          | Liste du sud (S)                 | 1 105   | 0,67  | Nv   | 0      | en stagnation |  |  |  |
|                          | Loi naturelle (N)                | 957     | 0,58  | Nv   | 0      | en stagnation |  |  |  |
|                          | Liste des Vestfirðir (M)         | 717     | 0,43  | Nv   | 0      | en stagnation |  |  |  |
|                          | Mouvement politique chrétien (K) | 316     | 0,19  | Nv   | 0      | en stagnation |  |  |  |
|                          |                                  |         |       |      |        |               |  |  |  |
| Votes valides            | Votes valides                    | 165 043 | 98,39 |      |        |               |  |  |  |
| Votes blancs et nuls     | Votes blancs et nuls             | 2 708   | 1,61  |      |        |               |  |  |  |
| Total                    | Total                            | 167 751 | 100   | –    | 63     | 21            |  |  |  |
| Abstentions              | Abstentions                      | 24 222  | 12,62 |      |        |               |  |  |  |
| Inscrits / participation | Inscrits / participation         | 191 973 | 87,38 |      |        |               |  |  |  |